# Commandment
Commandment är ett album av death metal bandet Six Feet Under. Albumet släpptes av Metal Blade Records 16 april 2007. Bandet har även släppt musikvideor på låtarna "Ghost of the Undead" och "Doomsday". Noterbart är att det är mindre gitarr-solon på denna platta än de äldre plattorna.

## Låtlista
1. "Doomsday" – 3:48
2. "Thou Shall Kill" – 3:07
3. "Zombie Executioner" – 2:52
4. "The Edge of the Hatchet" – 3:55
5. "Bled to Death" – 3:17
6. "Resurrection of the Rotten" – 2:55
7. "As the Blade Turns" – 3:33
8. "The Evil Eye" – 3:26
9. "In a Vacant Grave" – 3:35
10. "Ghosts of the Undead" – 3:58

## Medverkande
Musiker (Six Feet Under-medlemmar)
- Chris Barnes − sång
- Steve Swanson − gitarr
- Terry Butler − basgitarr
- Greg Gall − trummor

Produktion
- Georgio Ciaggorni – producent
- Erik Rutan – producent, ljudtekniker, ljudmix
- Chris Carroll – ljudtekniker
- Javier Valverde – ljudtekniker
- Ahmet Meran Karanitant – omslagskonst
- Joe Giron – fotografi